# Wilhelm Wirtinger

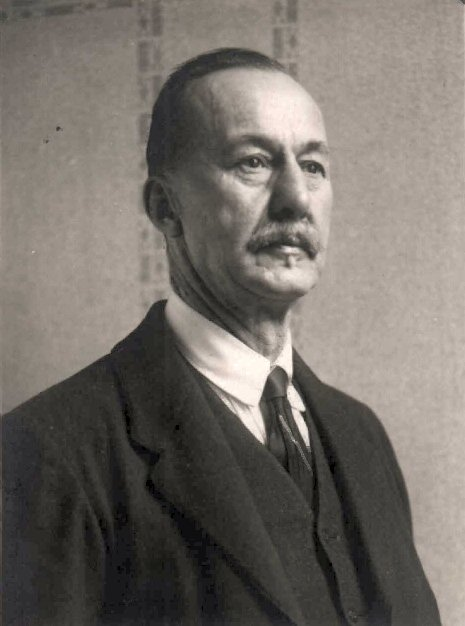
Wilhelm Wirtinger

Wilhelm Wirtinger, Ybbs an der Donau 15 juli 1865 - Ybbs 15 januari 1945, was een wiskundige uit Oostenrijk.  
Hij studeerde aan de Universiteit van Wenen, waar hij in 1887 zijn doctoraat behaalde en in 1890 habiliteerde. Wirtinger werd sterk door Felix Klein beïnvloed, bij wie hij aan de Universiteit van Berlijn en de Universiteit van Göttingen studeerde.
Hij was op vele deelgebieden van de wiskunde actief. Zijn eerste belangrijke werk, dat in 1896 werd gepubliceerd, ging over thèta-functies. Hij stelde in 1897 een algemene vorm van de eigenwaarden voor, het spectrum van een operator. David Hilbert heeft het idee verder in de spectraaltheorie uitgewerkt. Wirtinger schreef ook artikelen op het gebied van de complexe functietheorie, meetkunde, algebra, getaltheorie en over lie-groepen. Hij werkte samen met Kurt Reidemeister op het gebied van de knopentheorie en liet in 1905 zien hoe men de knoopgroep, de fundamentaalgroep van een knoopcomplement kan berekenen.
De Royal Society in Londen verleende hem in 1907 de Sylvester Medal voor zijn bijdragen aan de algemene theorie van functies.
Hij was een van de redacteuren van de Encyclopédie des sciences mathématiques pures et appliquées, 1913–1916. Onder zijn leerlingen waren Wilhelm Blaschke, Leopold Vietoris, Erwin Schrödinger en Kurt Gödel.
- MacTutor. Wilhelm Wirtinger.